# Нахабний джентльмен
«Наха́бний джентльме́н» (англ. Gentlemen of Nerve) — короткометражний комедійний фільм 1914 року за участі Чарлі Чапліна.

## Сюжет
Мейбл і її кавалер йдуть на автогонки, де до них приєднуються Чарлі з одним другом. Друг Чарлі намагається потрапити на гоночну трасу через дірку і застрягає. Поліцейський помічає його. Поки друг Чарлі пробирається через дірку, Чарлі бризкає в поліцейського содовою. На трибуні Мейбл змінює свого кавалера на Чарлі. І друга Чарлі і кавалера Мейбл заарештовують і відвозять.

## У ролях
- Чарльз Чаплін — Чарлі, фанат автогонок
- Мейбл Норманд — Мейбл
- Честер Конклін — містер Вальрус
- Мак Свейн — Емброуз
- Філліс Аллен — кокетлива жінка
- Ден Альбертс — глядач
- Сесіль Арнольд — глядач
- Едвард Бібі — глядач
- Хелен Карратерс — глядач
- Глен Кавендер — глядач
- Чарлі Чейз — глядач
- Біллі Гілберт — глядач
- Х. МакКой — глядач
- Норма Ніколс — глядач
- Слім Саммервілл — глядач